# Limau Manis (Pauh)
Limau Manis is een bestuurslaag in het regentschap Padang van de provincie West-Sumatra, Indonesië. Limau Manis telt 6485 inwoners (volkstelling 2010).